# Lingue congo-atlantiche
Le lingua congo-atlantiche sono il nucleo principale della famiglia linguistica delle lingue niger-kordofaniane, con un sistema stereotipato di classe nominale tipico per tutta la famiglia.
È la più grande famiglia linguistica certa del continente africano, in quanto la famiglia niger-kordofaniana è ancora allo stadio di ipotesi.

## Classificazione
Il gruppo viene suddiviso in tre rami principali (Atlantico, Ijoid e Volta-Congo) a  loro volta ancora suddivisi secondo il seguente schema:
(tra parentesi tonde il numero di lingue di ogni gruppo)
- Lingue congo-atlantiche (1436) 
  - Lingue atlantiche (64) 
    - Lingua bijago (1)
    - Atlantiche settentrionali (45) 
      - Lingue bak (15)
      - Lingue cangin (5)
      - Lingue del Senegal orientale-Guinea (10)
      - Lingue mbulungish-nalu (3)
      - Lingue senegambiane (12)

    - Atlantiche meridionali (18) 
      - Lingue limba (2)
      - Lingue mel (15)
      - Lingua mansoanka [msw] (1)

  - Lingue ijoid (10) 
    - Lingua defaka  [afn] (Nigeria)
    - Lingue ijo (9)

  - Lingue volta-congo (1362) 
    - Lingue benue-congo (975) 
      - Lingue Akpes (1)
      - Lingue bantoidi (691)
      - Lingue Cross River (68)
      - Lingue defoid (17)
      - Lingue edoid (33)
      - Lingue idomoid (9)
      - Lingue igboid (7)
      - Lingue jukunoid (20)
      - Lingue kainji (58)
      - Lingue nupoid (11)
      - Lingua oko (1)
      - Lingue dell'altopiano (55)
      - Lingua platoid (1)
      - Lingua ukaan (1)
      - Lingue non classificate (2)

    - Lingue dogon (14)
    - Lingue kru (39)
    - Lingue kwa (79) 
      - Lingue della riva sinistra (30)
      - Lingue nyo (49)

    - Lingue volta-congo settentrionali (255) 
      - Lingue adamawa-ubangi (159)
      - Lingue gur (96)